# Myndigheten för samhällsskydd och beredskap
Myndigheten för samhällsskydd och beredskap (MSB) är en svensk statlig förvaltningsmyndighet, som sorterar under Försvarsdepartementet och tillhör ministern för civilt försvars ansvarsområde.

## Historia

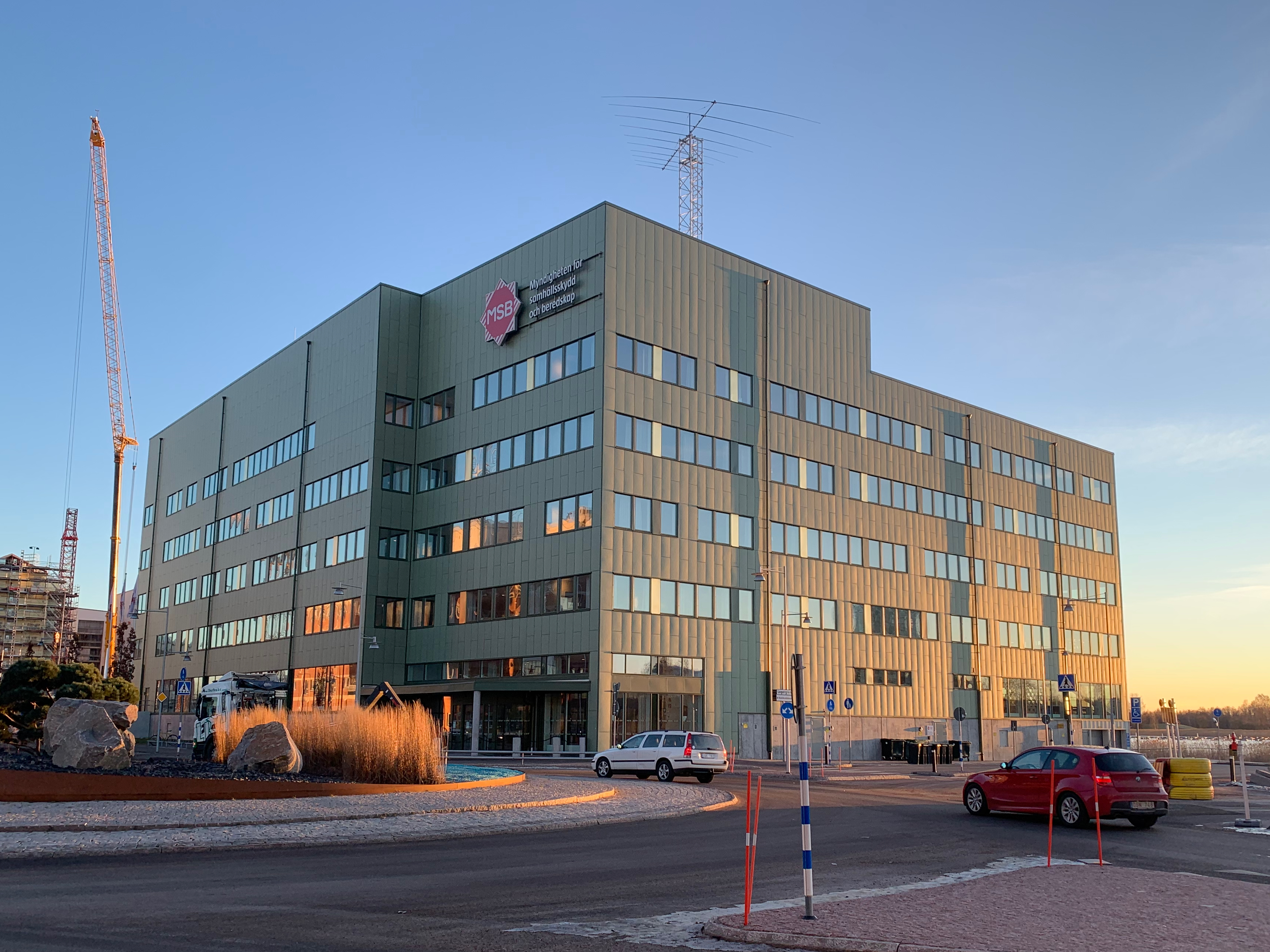
MSB:s huvudkontor i Karlstad

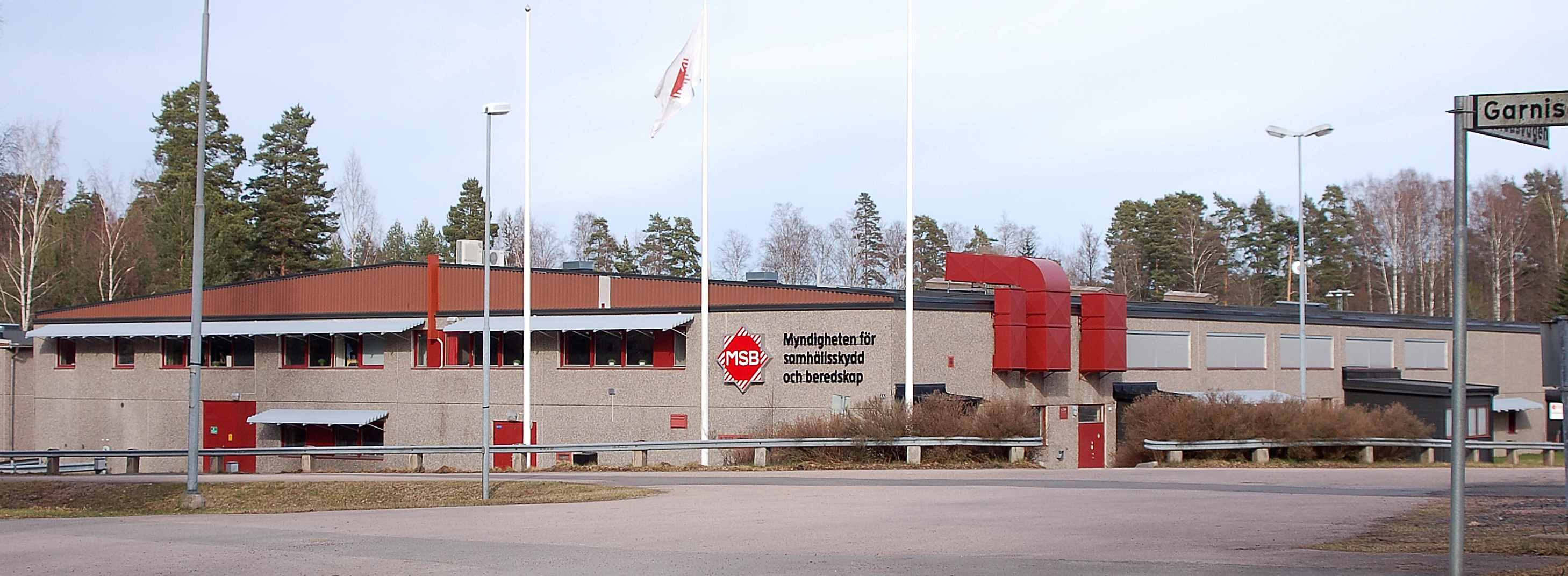
Myndighetens centralförråd i Kristinehamn, del av före detta Kristinehamns garnison

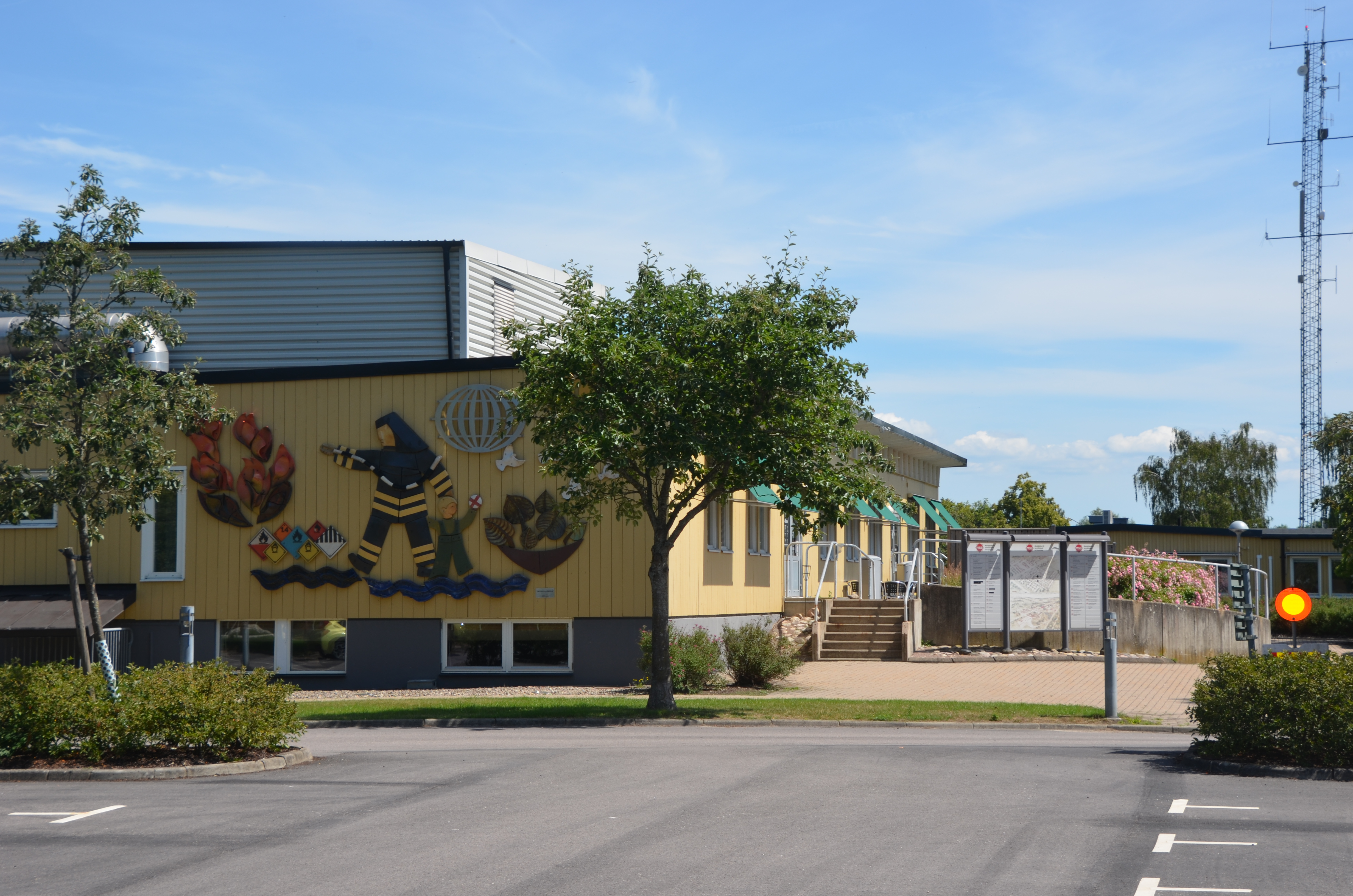
MSB:s utbildningscentrum i Revingeby

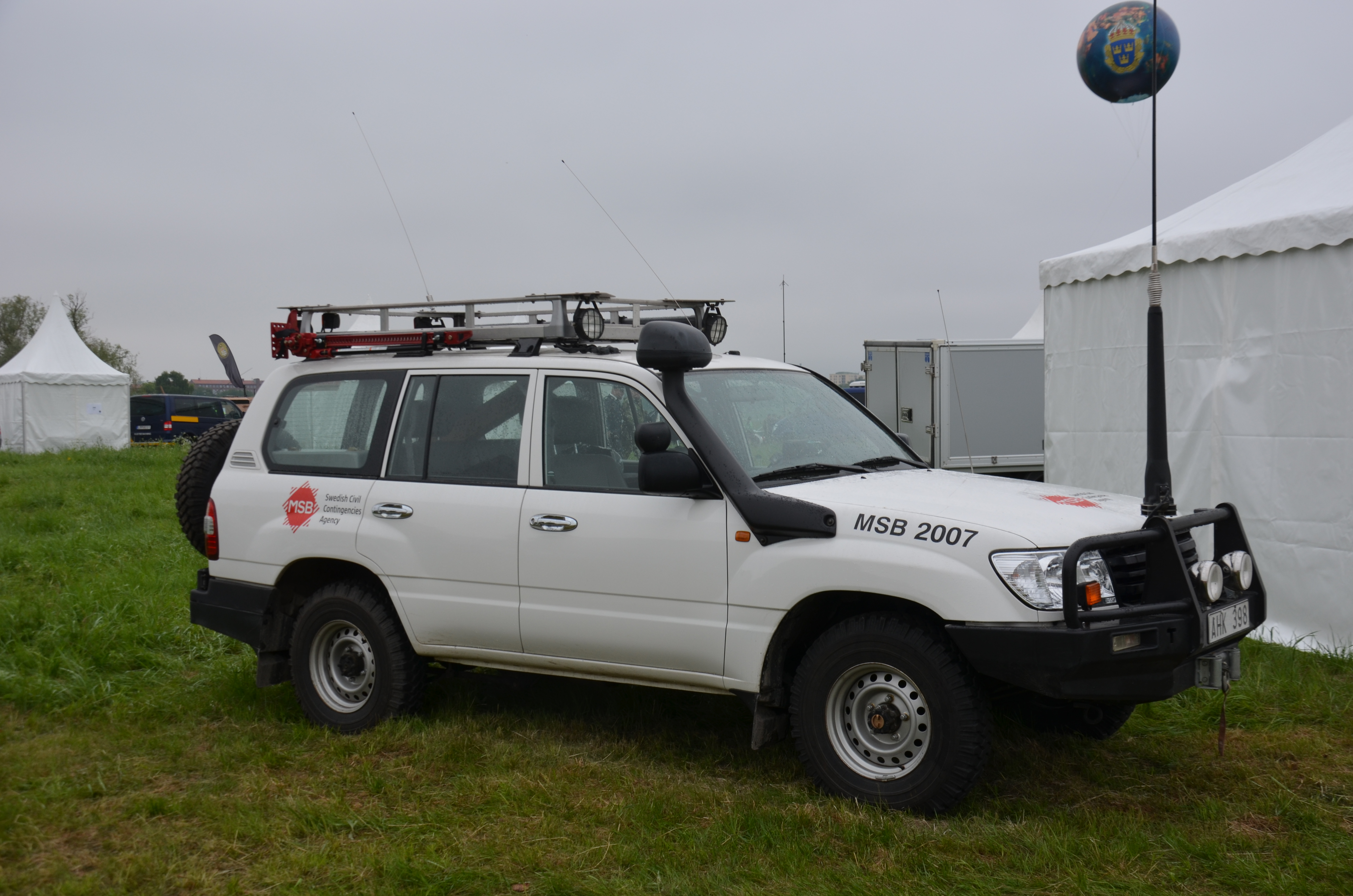
En Toyota Landcruiser från MSB från 2007, fotograferad 2013

MSB bildades den 1 januari 2009 genom att delar ur Krisberedskapsmyndigheten, Statens räddningsverk och Styrelsen för psykologiskt försvar sammanfördes till en myndighet. Det med bakgrund till att den borgerliga alliansen hade i sitt valmanifest inför riksdagsvalet 2006 aviserat att man ville sälja flera helt eller delvis statligt ägda bolag, samt spara en miljard kronor på minskad statlig byråkrati, bland annat genom lägga ner flera myndigheter. Den borgerliga alliansen vann valet och bildade Regeringen Reinfeldt vilken drev igenom bildandet av Myndigheten för samhällsskydd och beredskap.
Myndigheten för samhällsskydd och beredskap ansvarar för frågor om skydd mot olyckor, krisberedskap och civilt försvar, i den utsträckning inte någon annan myndighet har ansvaret. Ansvaret avser åtgärder före, under och efter en olycka, kris, krig eller krigsfara. Myndigheten är från 1 oktober 2022 beredskapsmyndighet och sektorsansvarig myndighet för beredskapssektorn räddningstjänst och skydd av civilbefolkningen.
Den 1 januari 2026 kommer myndigheten att byta namn till Myndigheten för civilt försvar.

## Verksamhetsställen
Myndigheten för samhällsskydd och beredskap har huvudkontor i Karlstad, kontor i Solna och Kristinehamn samt skolor i Rosersberg, Sandö och Revinge.

## Verksamhet
Myndigheten för samhällsskydd och beredskap ska hjälpa den offentliga sektorn, privata företag, föreningar och privatpersoner med information inför en eventuell krishändelse och bidra till förebyggande av sådana händelser. Myndigheten samlar också in information om tidigare kriser för att utröna vad som gick bra och vad som gick mindre bra, samt vad som skulle kunna ha gjorts bättre. En revisionsbesiktning görs i syfte att utvärdera och garantera säkerheten för allmänhet och anställda inom en organisation. Om en allvarlig olycka eller kris skulle inträffa, ska myndigheten stödja samordningen av den samlade konsekvenshanteringen. Arbetet omfattar allt från små olyckor i vardagen till stora katastrofer lokalt, regionalt, nationellt och internationellt. MSB genomför dessutom insatser i andra länder. Till dessa rekryteras personal från olika yrkesgrupper.

Myndigheten bedriver utbildningsverksamhet i sina två skolor i Revinge och på Sandö samt för skorstensfejare i Rosersberg.

### Förstärkningsresurser
Myndigheten har ett antal förstärkningsresurser som kan ställas till förfogande när kommunens och regionens egna resurser inte räcker till vid en olycka, kris eller annan större händelse.
Myndigheten för samhällsskydd och beredskap har förstärkningsresurser för:

- skogsbrand
- översvämning
- strandnära oljeutsläpp
- CBRN
- NUSAR, urban sök och räddning
- FSOL, samverkan och ledning
- HNS, värdlandsstöd
- SNAM, Svenska nationella ambulansflyget
- Stödstyrkan, för att bistå personer med hemvist i Sverige som drabbas av en allvarlig händelse utomlands.

### Internationell medverkan i katastrofbekämpning i Sverige
Myndigheten för samhällsskydd och beredskap är den verksamhet i Sverige som kan avropa tjänster från andra länder inom Europeiska unionen genom Centret för samordning av katastrofberedskap (engelska: Emergency Response Coordination Centre, ERCC) inom EU.

### Viktigt meddelande till allmänheten
MSB har i uppgift att förvalta och utveckla tekniken bakom systemet för utomhusvarning (Viktigt meddelande till allmänheten, VMA) och meddelar föreskrifter på området. Därutöver är myndighetens roll i VMA-systemet reglerad i olika avtal och överenskommelser mellan systemets aktörer. Signalen Viktigt meddelande, populärt kallad Hesa Fredrik), testas fyra gånger per år, första helgfria måndagen i mars, juni, september och december klockan 15.00. Information ges i Sveriges Radios samtliga radiokanaler strax före detta klockslag och när provet är avslutat. 
En sju sekunder lång ton ljuder och följs av en 14 sekunders paus, sedan ny ton, ny paus och så vidare under två minuter. Efter en paus på 90 sekunder hörs sedan den 30 sekunder långa "faran över"-signalen.
Provtillfällena initieras av lokala räddningstjänster, vilka kan fjärrstyra utrustningen från brandstationer men även från skyddade beredskapsanläggningar.

### Krisberedskapsveckan

Broschyren Om krisen eller kriget kommer (2018), omslaget fram och bak.

För att stärka krisberedskapen och förbättra riskkommunikationen anordnade MSB en krisberedskapsvecka för första gången 2017. Kampanjen syftar till att fler privatpersoner reflekterar över hur de kan lösa vardagen vid en samhällskris (kris och krig), att fler privatpersoner skaffar sig en hemberedskap och att utveckla den lokala riskkommunikationen. MSB har producerat ett särskilt informationsmaterial som de aktörer som deltar i kampanjen kan använda. Inför och under krisberedskapsveckan 2018 producerade och distribuerade MSB, på regeringens uppdrag, en ny upplaga av skriften Om kriget kommer.

### Forskning kring religiös extremism
I slutet av år 2016 inledde myndigheten förstudier kring islamistiskt inflytande i Sverige. Uppdraget gavs till Magnus Norell, som levererade rapporten Muslimska brödraskapet i Sverige fyra veckor efter förordnandet. Rapporten fick omfattande kritik, bl.a. beskrev ett tjugotal forskare den som bristfällig och ovetenskaplig med ett konspiratoriskt språkbruk. MSB har valt att inte gå vidare med rapporten och avslutar Norells forskaruppdrag. Myndigheten avser även framöver ta fram nya rapporter kring islamisk terrorism.
Efter sommaren 2017 fortsatte informationsinhämtning i frågan om muslimsk extremism och islamisk terrorism genom två studier där den ena delen utgör en granskning av Muslimska Brödraskapet i Sverige och leds av Aje Carlbom vid Malmö Högskola, den andra en granskning av salafistiska jihadister, som leddes av Magnus Ranstorp vid Försvarshögkolan. Budgeten för studierna är 1,75 miljoner kronor.

### Genusforskning
Mellan 2009 och 2018 satsade MSB 21 miljoner SEK på genusteoretiska studier inom samhällssäkerhet, vilket för perioden motsvarade 1,9% av forskningsbudgeten. 2017 satsade MSB 10 miljoner SEK på genusteoretiska studier på "maktrelationer" inom området krishantering.
I maj 2019 lanserade myndigheten sin MSB Gender Equality Toolkit, som enligt myndigheten är ett "uppslagsverk med praktiska tips, råd och exempel på hur ett jämställdhetsperspektiv kan integreras i olika arbetsområden inom krishantering och fredsfrämjande arbete". Publikationen riktade sig till personal i internationella uppdrag som ej är experter på jämställdhet.
År 2020 nominerades MSB till Jämställdhetspriset av Forum Jämställdhet för ”MSB har under den senaste tioårsperioden successivt utvecklats till att bli en ledande och starkt efterfrågad aktör för att tillföra ett jämställdhets- och genusperspektiv på hanteringen av kriser, katastrofer och återuppbyggnad runt om i världen.”.

## Generaldirektörer
- 2009–2017: Helena Lindberg [a]
- 2018–2021: Dan Eliasson [b]
- 2021–2021: Camilla Asp [c]
- 2021–2024: Charlotte Petri Gornitzka[27]
- 2024– : Mikael Frisell

## Myndigheten för samhällsskydd och beredskaps uppgifter i krig
Myndigheten för samhällsskydd och beredskap (MSB) är sedan 2022 en beredskapsmyndighet där man är sektorsansvarig inom området "Räddningstjänst och skydd av civilbefolkningen". MSB har ett övergripande ansvar för att stärka samhällets förmåga att hantera olyckor, kriser och konsekvenser av krig och krigsfara. 
I händelse av krig eller krigsfara fokuserar MSB på följande huvudsakliga uppgifter:
Samordning och ledning av krishantering: MSB ansvarar för att samordna och leda insatser vid allvarliga olyckor, kriser och krig. Detta inkluderar att säkerställa en effektiv samverkan mellan olika myndigheter, kommuner och andra aktörer för att hantera krissituationer.
Stöd till kommuner och länsstyrelser: MSB ger stöd till kommuner och länsstyrelser i deras arbete med att hantera kriser och krig. Detta kan innebära att tillhandahålla expertis, resurser och vägledning för att stärka deras beredskap och förmåga att hantera allvarliga händelser.
Utbildning och övning: MSB ansvarar för att utveckla och genomföra utbildningar och övningar för att förbereda samhället på krissituationer. Detta inkluderar att utbilda personal inom olika myndigheter och organisationer, samt att genomföra nationella och internationella övningar för att testa och förbättra beredskapen.
Informationshantering och kommunikation: MSB ansvarar för att hantera och sprida information till allmänheten och andra aktörer under kriser och krig. Detta inkluderar att driva webbplatser som Krisinformation.se, där aktuell information om kriser och krig samlas och görs tillgänglig för allmänheten.
Förstärkningsresurser: MSB tillhandahåller förstärkningsresurser som kan användas vid allvarliga olyckor, kriser och krig. Detta inkluderar bland annat saneringsresurser, skogsbrandsresurser och stöd för att hantera farliga ämnen.
Räddningstjänstens nya uppgifter: Vid höjdberedskap får räddningstjänsten nya uppgifter som de inte har i fredstid. Enligt kapitel 8 i LSO ska räddningstjänsten dels röja farliga områden men även vara med och sanera samt genomföra indikering för skydd mot kärnvapen samt kemiska stridsmedel.
Genom dessa åtgärder arbetar MSB för att stärka samhällets motståndskraft och förmåga att hantera konsekvenserna av krig och krigsfara.